# 以恩里科·费米的名字命名的事物列表
恩里科·费米是一位美籍意大利裔物理学家。以下是以他的名字命名的事物的列表。

## 物理学

金属、半金属、半导体及绝缘体的能带结构示意，其中E_{F}即为费米能级。

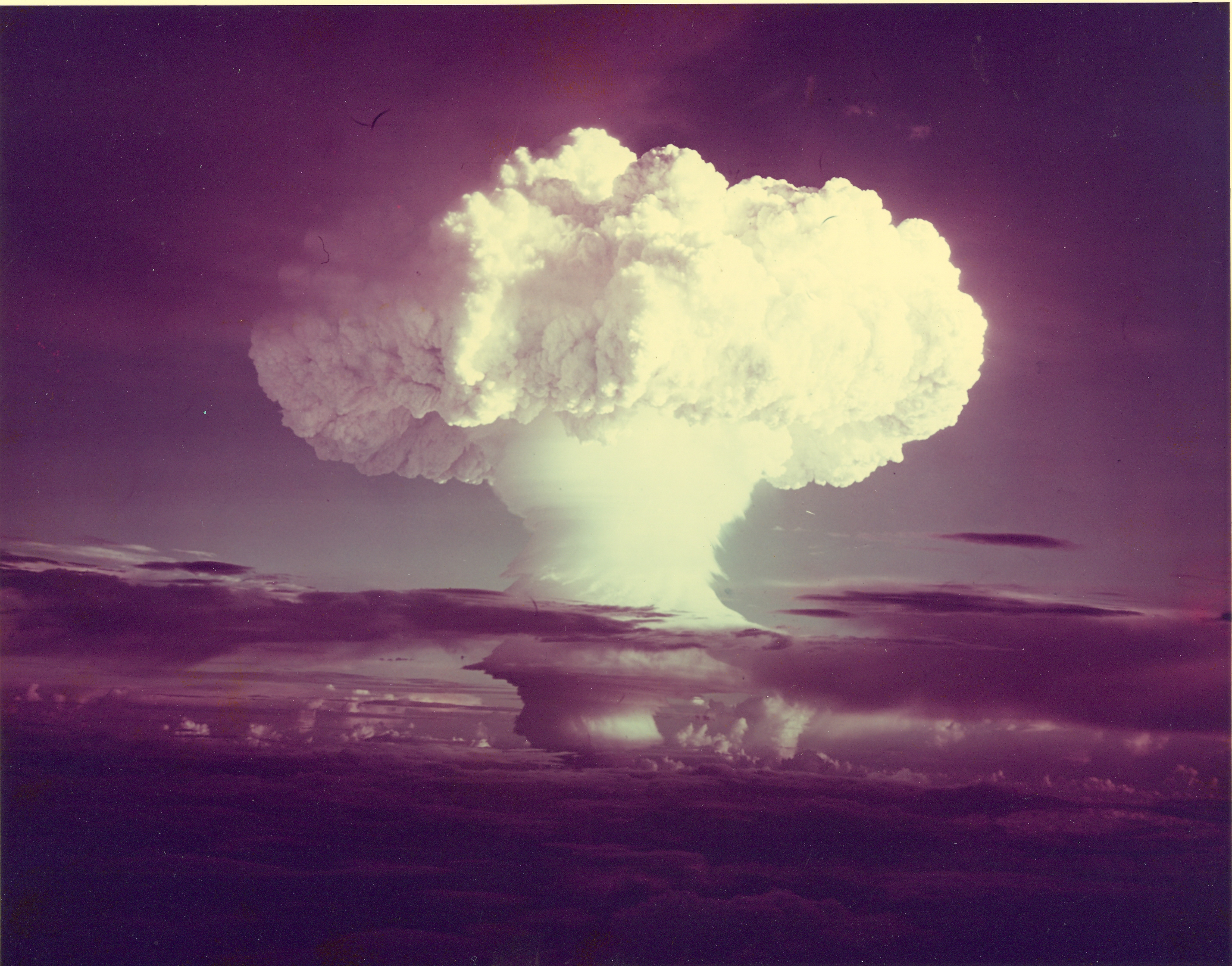
1952年进行的常春藤麥克核试。镄正是从此次核试产生的辐射落尘中发现的。

- 费米，粒子物理学中常用的长度单位，等于1飞米（10-15m）。
- 费米相互作用（英语：Fermi's interaction），对于β衰变的一种理论解释。
- 费米接触相互作用（英语：Fermi contact interaction），电子进入原子核时与核子间的磁作用。
- 费米弧（英语：Fermi Arc），一种超导现象。
- 费米常数，表征费米相互作用强度的常数。
- 费米能
- 费米悖论，搜寻地外文明计划的一个基本问题。
- 费米气体
- 朗道费米液体理论
- 费米能级
- 准费米能级
- 费米堆与费米空穴（英语：Fermi heap and Fermi hole）
- 费米点（英语：Fermi point）
- 费米黄金定则
- 费米运动（英语：Fermi motion），核子在原子核内的量子运动。
- 费米共振（英语：Fermi resonance）
- 费米面
- 费米加速
  - 费米–普斯季尼可夫模型（英语：Fermi–Pustyl'nikov model），费米加速机制的一种模型。
- 费米辉光
- 费米－沃克移动
- 费米–狄拉克统计
- 费米子，态分布服从费米–狄拉克统计的粒子。这个术语是由保罗·狄拉克于1945年引入的。[1]
- 镄，一种人工合成元素,符号为Fm，原子序数为100。
- 费米子场
- 托马斯－费米模型（英语：Thomas–Fermi model）
- 托马斯－费米屏蔽（英语：Thomas–Fermi screening），一种计算由移动电荷产生的电场屏蔽的近似方法。

## 数学

费米－狄拉克积分动态演示

- 完全费米—狄拉克积分
- 非完全费米—狄拉克积分（英语：Incomplete Fermi–Dirac integral）
- 费米–沃克导数
- 费米坐标（英语：Fermi coordinates），适用于黎曼几何中测地线的定域坐标（英语：local coordinates）。
- 费米－帕斯塔－乌拉姆问题（英语：Fermi–Pasta–Ulam problem）
- 费米问题，量纲分析及近似计算时面对的估值问题。

## 技术领域

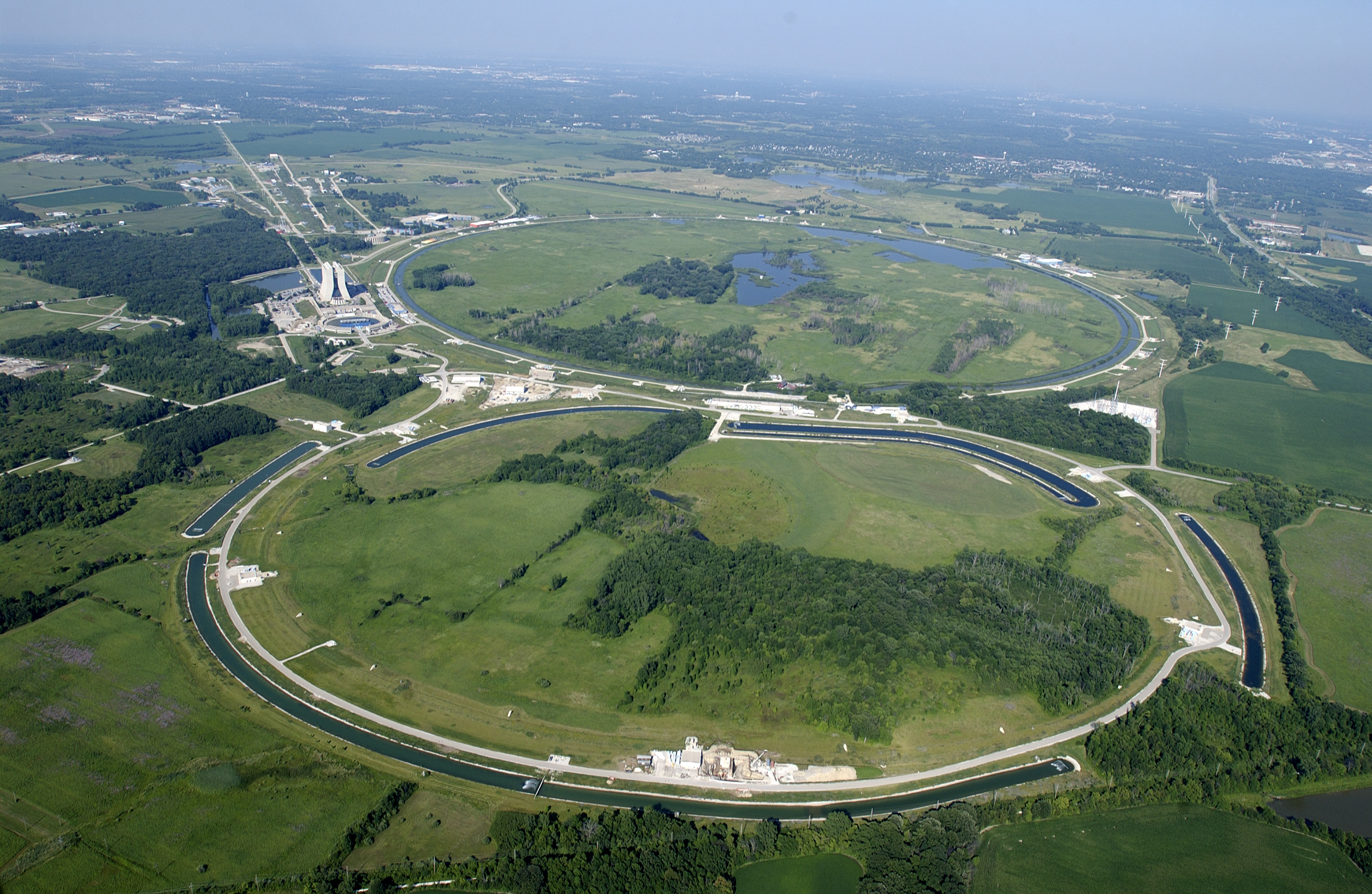
费米实验室鸟瞰

- 費米微架構，英伟达公司研发的一种GPU的微结构[2]
- 费米伽马射线太空望远镜
- 费米实验室
- 恩里科·费米研究所
- 恩里科·费米核电站（英语：Enrico Fermi Nuclear Generating Station）
- 恩里科·费米核电厂（英语：Enrico Fermi Nuclear Power Plant (Italy)）
- RA-1恩里科·费米反应堆（英语：RA-1 Enrico Fermi）
- FERMIAC（英语：FERMIAC）
- 费米滤镜（英语：Fermi filter）
- Fermi Linux
- 费米－西拉德中子反应堆[3]

## 其他
- 恩里科·费米奖
- 费米环形山
- 小行星8103是以费米的名字命名的。

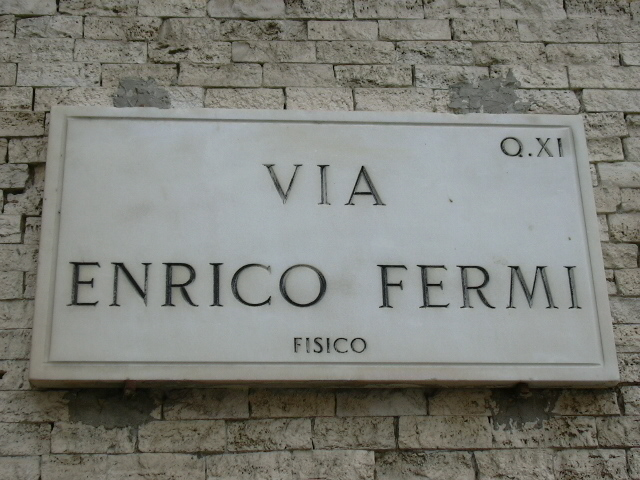
位于罗马的恩里科·费米的路标

- 一些意大利城市有以费米命名的道路，比如位于罗马的恩里科·费米路。[4]